# 6152 Empedocles
6152 Empedocles (1989 GB3) là một tiểu hành tinh vành đai chính được phát hiện ngày 3 tháng 4 năm 1989 bởi Eric Walter Elst ở La Silla.